# 岩手県南技術研究センター
公益財団法人 岩手県南技術研究センター (こうえきざいだんほうじん いわてけんなんぎじゅつけんきゅうセンター、英: South Iwate Research Center of Technology ; 略称:県南技研 、SIRC ) は、岩手県と一関市が施設整備し、一関市および周辺自治体である平泉町、地元企業の出捐によって設立された公益財団法人である。
現在は、出捐の84.9%を一関市が負担する第三セクターとして運営されている。

## 沿革
- 1995年(平成7年)6月1日　開所[2]
- 2013年(平成25年)4月1日　公益財団法人に移行[3]
- 2021年(令和3年)3月16日　一関工業高等専門学校（一関高専）と「教育・研究活動に係る連携に関する協定」を締結[4]
- 2024年(令和6年)7月17日 創⽴30周年記念式典[5]

## 概要
地域産業の技術開発等を支援することにより地域産業の技術力の向上を図り、もって産業の発展と活力ある地域社会の創出に資することを目的とし設立された。
研究面では、隣接している一関工業高等専門学校の指導を受けているため、同校の教員を研究開発部長として招聘している。また、一関市商工労働部工業労政課の職員も事務局員として併任されている。
| 出捐金        | 93,220千円                   |
| 代表者 理事長 | 佐藤善仁                     |
| 役員数        | 10名                         |
| 従業員数      | 7名                          |
| 住所          | 一関市萩荘字高梨南方114番地1 |
| 設立年月日    | 1995年(平成7年)7月6日        |

## 歴代理事長
| 代 | 氏名       | 就任年月日         | 退任年月日         |
| -- | ---------- | ------------------ | ------------------ |
| 1  | 佐々木一朗 | 1995年（平成7年）  | 1999年（平成11年） |
| 2  | 浅井東兵衛 | 1999年（平成11年） | 2009年（平成21年） |
| 3  | 勝部修     | 2009年（平成21年） | 2023年（令和5年）  |
| 4  | 佐藤善仁   | 2023年（令和5年）  | （現職）           |

## 組織
評議員会 - 理事会 - 執行理事所長 - 事務局長 - 総務部／- 地域連携推進部／- 研究開発部

## 事業内容
(1) 新素材応用、環境機能応用、科学技術情報等の研究開発に関する事業
(2) 新素材応用、環境機能応用、科学技術情報等に関する共同受託研究開発事業
(3) 産業技術、情報処理技術等に関する人材育成事業
(4) 異業種交流の支援に関する事業
(5) 技術情報の収集及び提供に関する事業
(6) 産・学・官の交流に関する事業
(7) その他この法人の目的を達成するために必要な事業
産学官交流を狙い開催されている「産学官イブニング研究会」は200回以上、「企業情報交換会inいちのせき」を16回の開催している。
公設試験研究機関の機能をもち、年間1000件ほどの分析業務を行っている。また、数年ごとに研究設備・機器の更新をしている。
企業技術者への研修事業を行っている。
機能性食品の開発支援に力を入れている。
近隣地に有る一関市研究開発プラザ(9研究室)(一関市萩荘字高梨南方114番地4)の指定管理者を一関市より受託している。

## 設備・機器
- 物理、化学的分析・測定機器類
  - ICP発光分析装置（ICP-AES）
  - 分光光度計UV-Vis-Vis）
  - 蛍光Ｘ線分析装置
  - 顕微フーリエ変換赤外分光光度計システム（顕微FT-IR）
  - 顕微レーザーラマン分光分析装置
  - ガスクロマトグラフ質量分析装置（GC/MS）[20]
  - 走査型電子顕微鏡（SEM-EDX）
  - 低真空対応走査型電子顕微鏡（SEM-EDX）
  - 高速液体クロマトグラフ質量分析装置（LC-MS）
  - 非破壊X線検査装置（X線CT）
  - 栄養成分分析装置[21]

- 機械的試験・測定機器類
  - 精密万能試験機
  - 小型材料試験機
  - 微小硬さ試験機
  - 触針式表面形状測定器
  - 共焦点レーザー顕微鏡
  - レーザー回折粒度分析計
  - 粒子測定装置

- 電気、電子、機械等素材用製造・熱処理機器類
  - スパッタリング装置
  - 高真空熱処理炉
  - 回転磁場中熱処理炉
  - 超高速昇温電気炉
  - デジタル実体顕微鏡

- その他の機器
  - デジタルマイクロメーター
  - 電子天秤
  - pHメーター
  - 超純水製造装置
  - プレスマシン(BRIQETTINGPRESS)
  - 加圧重合器

## 賛助会員
財団の事業目的に賛同した企業・個人は賛助会員として、特典を受けることが出来る。
(89社・個人1名 令和6年4月現在）